# Bessy-sur-Cure
Bessy-sur-Cure är en kommun i departementet Yonne i regionen Bourgogne-Franche-Comté i norra Frankrike. Kommunen ligger i kantonen Vermenton som tillhör arrondissementet Auxerre. År 2022 hade Bessy-sur-Cure 185 invånare.

## Befolkningsutveckling
Antalet invånare i kommunen Bessy-sur-Cure
| Referens: INSEE |